# دسنهایم-کخرسبرگ
دسنهایم-کخرسبرگ (به فرانسوی: Dossenheim-Kochersberg) یک کمون در فرانسه با جمعیت ۲۱۳ نفر است که در Canton of Truchtersheim واقع شده‌است.